# François Person
François Person SMA (* 19. September 1890 in Plouharnel, Frankreich; † 8. Juli 1938) war ein römisch-katholischer Ordensgeistlicher und Apostolischer Vikar der Elfenbeinküste.

## Leben
François Person trat der Gesellschaft der Afrikamissionen bei und erhielt am 11. Juli 1920 das Sakrament der Priesterweihe.
Papst Pius XI. ernannte Person am 9. Dezember 1935 zum Apostolischen Vikar der Elfenbeinküste und zum Titularbischof von Paraetonium. Die Bischofsweihe spendete ihm am 10. Mai 1936 der Apostolische Vikar von Untervolta, Augustin Hermann SMA. Mitkonsekratoren waren Hubert Joseph Paulissen SMA, Apostolischer Vikar von Kumasi, und Louis Parisot SMA, Apostolischer Vikar von Dahomey. François Person starb im Juli 1938 im Alter von 47 Jahren.